# Volksbank Essen-Cappeln
Die Volksbank Essen-Cappeln eG ist eine deutsche Genossenschaftsbank mit Sitz in der niedersächsischen Gemeinde Cappeln im Landkreis Cloppenburg.

## Geschichte
Die heutige Volksbank Essen-Cappeln eG wurde am 25. März 1895 in Cappeln (Oldenburg) als Raiffeisenbank gegründet. Am 29. Oktober 1897 erfolgte die Gründung der Genossenschaftsbank in Essen (Oldenburg) als Spar- und Darlehenskasse.
Die Volksbank Essen-Cappeln eG entstand im Jahr 2004 aus der Fusion der Volksbank Essen eG mit dem Sitz in Essen (Oldenburg) mit der Volksbank Cappeln eG mit dem Sitz in Cappeln (Oldenburg).
Für das Jahr 2024 ist eine Fusion mit der Volksbank Emstek eG geplant.

## Rechtsverhältnisse
Die Volksbank Essen-Cappeln eG ist im Genossenschaftsregister beim Amtsgericht Oldenburg (Oldenburg) unter GnR 150009 eingetragen.

## Organisationsstruktur
Rechtsgrundlagen sind das Genossenschaftsgesetz und die durch die Generalversammlung beschlossene Satzung. Organe der Bank sind der Vorstand, der Aufsichtsrat und die Generalversammlung.

## Sicherungseinrichtung
Die Volksbank Essen-Cappeln eG ist der amtlich anerkannten Sicherungseinrichtung des Bundesverbandes der Deutschen Volksbanken und Raiffeisenbanken GmbH und der zusätzlichen freiwilligen Sicherungseinrichtung des Bundesverbandes der Deutschen Volksbanken und Raiffeisenbanken e.V. angeschlossen.

## Geschäftsausrichtung
Die Volksbank Essen-Cappeln eG betreibt das Universalbankgeschäft. Im Verbundgeschäft arbeitet sie mit der DZ Bank, R+V Versicherung, Bausparkasse Schwäbisch Hall, Teambank, VR Leasing, DZ Hyp und der Union Investment zusammen.

## Geschäftsgebiet
Das Geschäftsgebiet liegt im Süden des Landkreises Cloppenburg und im Norden des Landkreises Osnabrück.
An diesen Orten betreibt die Bank Filialen:
- Cappeln (Oldenburg) (Hauptstelle, jur. Sitz)
- Essen (Oldenburg) (Geschäftsstelle)
- Quakenbrück (1 Geschäftsstelle + 1 SB-Geschäftsstelle)
- Hengelage (Geschäftsstelle)
- Sevelten (Geschäftsstelle)
- Bevern (Geschäftsstelle)
- Emstek (SB-Geschäftsstelle)

## Gemeinnützige Stiftung der Volksbank Cappeln für die Gemeinde Cappeln
Die Stiftung wurde 2004 von der damaligen Volksbank Cappeln eG errichtet und ist mittlerweile mit einem Stiftungskapital von 250.000 EURO ausgestattet.
Die Stiftung fördert Projekte der Jugendpflege und -fürsorge, des Sport, der Kunst und Kultur, des kirchlichen Lebens, der Heimatpflege, des Umwelt- und Landschaftsschutzes, der Altenhilfe sowie des öffentlichen Gesundheits- und Wohlfahrtswesens.